# 南ペルー共和国

南ペルー共和国
República Sud-Peruana (スペイン語)

赤が南ペルー共和国、赤と白がペルー・ボリビア連合の領土

南ペルー共和国（みなみペルーきょうわこく、スペイン語: República Sud-Peruana）は現ペルーの南部に設立された短命国家である。ペルー・ボリビア連合の構成国でもあった。
首都はタクナであった。人口は494,883人。面積は現ペルーの約1/3(428,406km²)であった。

## 建国
1836年にボリビアの大統領アンドレス・デ・サンタ・クルスがペルーの支配者であるアグスティン・ガマーラを破り、ペルーを南北に分割し、北ペルー共和国と南ペルー共和国に分けて統治した。そしてペルー・ボリビア連合が結成され、ボリビアと統合された。

## 消滅
だがガマーラを中心としたペルーの政治家はチリに亡命し、連合結成に脅威を抱いていたチリ、アルゼンチンに呼び掛け、軍を結成した。そして連合戦争が起こり、1839年8月25日にペルー・ボリビア連合の支配者であったサンタ・クルスが亡命して連合崩壊と戦争終結となった。この時にペルーも統一、独立となりこの共和国も消滅した。